# Échapre
L'Échapre ou Echarpe est une rivière française dans les deux départements de la Loire et de la Haute-Loire, dans la région Auvergne-Rhône-Alpes, et un affluent de l'Ondaine, donc un sous-affluent de la Loire.

## Géographie
D'une longueur de 9,8 kilomètres, elle traverse la commune de Saint-Just-Malmont avant de faire la limite entre Le Chambon-Feugerolles et Firminy. Un barrage a été construit sur son cours pour alimenter en eau potable la commune de Firminy : le barrage de l'Échapre à environ 598 m d'altitude.
L'Echapre prend source sur la commune de Saint-Just-Malmont au lieu-dit Le Pâtre, à 908 m d'altitude et s'appelle à cet endroit le ruisseau de l'Échapre.
L'Echapre conflue avec l'Ondine sur la commune de Firminy à 463 m d'altitude

## Communes et cantons traversés
Dans les deux départements de la Loire et de la Haute-Loire l'Echarpe traverse respectivement deux et une communes soit au total trois et trois cantons :
- dans le sens amont vers aval : Saint-Just-Malmont (source) Le Chambon-Feugerolles et Firminy (confluence).

Soit en termes de cantons, l'Echarpe prend source dans le canton de Saint-Didier-en-Velay, traverse le canton du Chambon-Feugerolles, et conflue dans le canton de Firminy, le tout dans les deux arrondissement d'Yssingeaux et arrondissement de Saint-Étienne.

## Affluents
L'Echarpe a trois tronçons affluents référencés :
- l'Aqueduc des Eaux du Lignon (K0--300M)[note 1] 71,2 km[note 2]
- ? (rd) 0,9 km sur les trois communes Saint-Just-Malmont, Le Chambon-Feugerolles et Firminy.
- la conduite forcée des eaux du Lignon (K0--310M)[note 1] 31,9 km[note 2]